# Burt Totaro
Burt James Totaro, (né en 1967), est un mathématicien américain, actuellement professeur à l'Université de Californie à Los Angeles, spécialisé en géométrie algébrique et en topologie algébrique.

## Éducation et jeunesse
Totaro participe à l'étude de la jeunesse mathématiquement précoce alors qu'il est à l'école primaire et s'inscrit à l'Université de Princeton en 1980 à l'âge de treize ans, devenant ainsi le plus jeune étudiant de première année de son histoire. Il obtient un score parfait de 800 à la partie mathématique et de 690 à la partie verbale de l'examen SAT-I à l'âge de 12 ans. Il obtient son diplôme en 1984 et poursuit ses études supérieures à l'Université de Californie à Berkeley, où il obtient son doctorat en 1989.

## Carrière et recherche
Depuis 2009, il est l'un des trois rédacteurs en chef de la revue Compositio Mathematica et fait également partie des comités de rédaction de Forum of Mathematics, Pi and Sigma, du Journal of the American Mathematical Society et du Bulletin of the American Mathematical Society. En 2012, il devient professeur au département de mathématiques de l'UCLA.
Le travail de Totaro est influencé par la conjecture de Hodge et est basé sur les connexions et l'application de la topologie à la géométrie algébrique. Ses travaux ont des applications dans un certain nombre de domaines divers des mathématiques, de la Théorie des représentations à la théorie de Lie et à la cohomologie des groupes.
En 2000, il est élu professeur Lowndean d'astronomie et de géométrie à l'Université de Cambridge. La même année, il reçoit le prix Whitehead de la London Mathematical Society.
En 2009, Totaro est élu membre de la Royal Society. Il fait partie de la classe 2019 des membres de l'American Mathematical Society « pour ses contributions à la géométrie algébrique, à la théorie de Lie et à la cohomologie et à leurs connexions et pour son service à la profession ».